# Турион

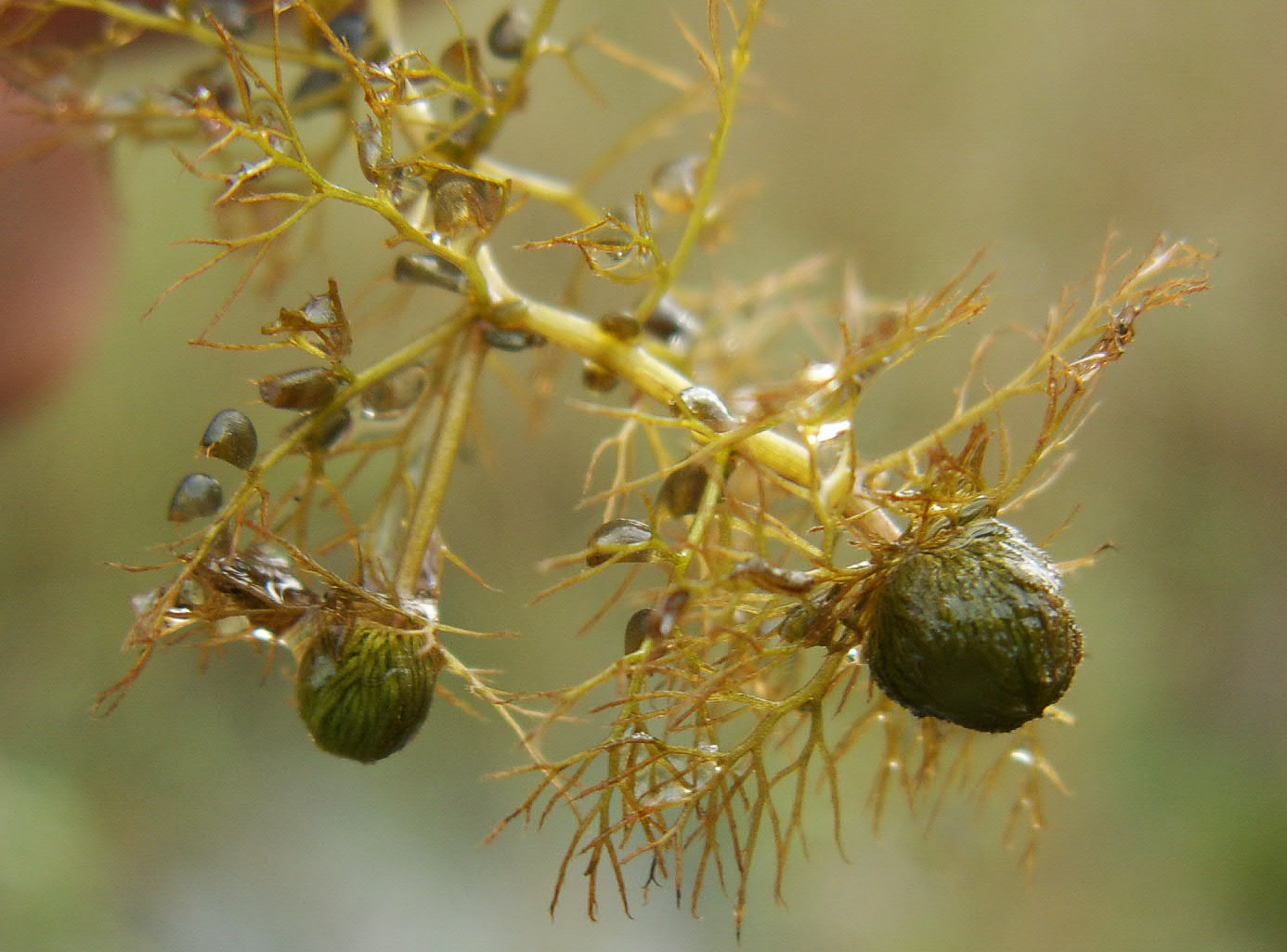
Турионы Пузырчатка обыкновенная|пузырчатки обыкновенной (Utricularia vulgaris)

Турио́ны (от лат. turio — «поросль») — специализированные зимующие почки, образуемые водными растениями, особенно представителями родов Рдест (Potamogeton), Уруть (Myriophyllum), Альдрованда (Aldrovanda) и Пузырчатка (Utricularia). Турионы появляются в ответ на неблагоприятные условия, например, уменьшение продолжительности светового дня или понижение температуры. Они образуются из модифицированного апекса и нередко содержат большое количество крахмала и сахаров, что позволяет им выступать как запасающий орган. Хотя турионы зимуют на открытом воздухе (морозоустойчивы), возможно, их наиболее интересным адаптационным свойством является  способность опускаться на дно водоёма при его замерзании. Так как вода обладает аномальным свойством расширяться при понижении температуры, она при +4 °C имеет большую плотность, чем более холодная вода, и потому находится вблизи дна. В этой воде турионы и зимуют, прежде чем всплыть весной. Некоторые турионы, кроме того, засухоустойчивы, что позволяет им выживать в сезонно пересыхающих прудах.
Термином турион также обозначаются вегетативные однолетние побеги видов рода рубус (малина).